# Berbenno di Valtellina
Berbenno di Valtellina – miejscowość i gmina we Włoszech, w regionie Lombardia, w prowincji Sondrio.
Według danych na rok 2004 gminę zamieszkiwało 4180 osób, 119,4 os./km².